# بوب كارتر
بوب كارتر (11 يوليو 1937 في المملكة المتحدة - ) (بالإنجليزية: Bob Carter)‏ هو لاعب كريكت بريطاني. لعب مع نادي مقاطعة ورسسترشاير للكريكيت ‏ ونادي مارليبون للكريكت ‏.

## وصلات خارجية
- بوب كارتر على موقع إي آس بي آن كريك إنفو (الإنجليزية)